# 麻田号志站
麻田号志站是位于韩国京畿道楊州市楊州1洞的一个号志站，属于京元線。 

## 车站结构
拥有2条主线和2条副线。

## 历史
- 2006年12月15日 - 随着佳陵站～逍遥山站之間複線化，配線变得复杂，本站同时落成。

## 邻近车站
韓国铁道
京元線
楊州站 - 麻田号志站 - 德溪站